# تصفيات كأس العالم 2006 - إفريقيا الدور الأول
في الدور الأول من تصفيات أفريقيا المؤهلة إلى بطولة كأس العالم لكرة القدم 2006 في ألمانيا تم توزيع 42 منتخب على مواجهات ثنائية بطريقة الذهاب والإياب على أن يتأهل الفائزون الواحد والعشرون إلى الدور الثاني وينضمون إلى 9 منتخبات (المنتخبات الخمسة التي تأهلت إلى بطولة كأس العالم السابقة الكاميرون، نيجيريا، جنوب أفريقيا، السنغال، وتونس بالإضافة إلى أفضل 4 منتخبات أفريقية في التصنيف الشهري الصادر في 25 يونيو 2003 وهي جمهورية الكونغو الديمقراطية، ساحل العاج، مصر، والمغرب .

## المباريات
| غينيا بيساو            | 1 – 2     | مالي                                |
| ---------------------- | --------- | ----------------------------------- |
| ديونيزيو فيرنانديز 50' | (التقرير) | سيدو كيتا 8' · سومايلا كوليبالي 69' |

| مالي                                                 | 2 – 0     | غينيا بيساو |
| ---------------------------------------------------- | --------- | ----------- |
| سومايلا كوليبالي 15' · جبيريل سيديبي 84' (ركلة جزاء) | (التقرير) |             |

فاز منتخب مالي 4-1 في مجموع المباراتين وتأهل إلى الدور الثاني .
| مدغشقر             | 1 – 1     | بنين                |
| ------------------ | --------- | ------------------- |
| روبيرت إيدموند 28' | (التقرير) | أنيست أدجامونسي 74' |

| بنين                                  | 3 – 2     | مدغشقر                                              |
| ------------------------------------- | --------- | --------------------------------------------------- |
| عمر تشوموغو 33' (ركلة جزاء) 62' 90+2' | (التقرير) | جان جاك ماهافاليسون 15' · ألان راكوتوندرامانانا 23' |

فاز منتخب بنين 4-3 في مجموع المباراتين وتأهل إلى الدور الثاني .
| سيشل | 0 – 4     | زامبيا                                                                     |
| ---- | --------- | -------------------------------------------------------------------------- |
|      | (التقرير) | غيفت كامبامبا 8' · دادلي فيتشيت 44' · هاري ميلانزي 52' · مومامبا نومبا 75' |

| زامبيا          | 1 – 1     | سيشل             |
| --------------- | --------- | ---------------- |
| هاري ميلانزي 7' | (التقرير) | روبيرت سوزيت 69' |

فاز منتخب زامبيا 5-1 في مجموع المباراتين وتأهل إلى الدور الثاني .
| بوتسوانا                                                               | 4 – 1     | ليسوتو            |
| ---------------------------------------------------------------------- | --------- | ----------------- |
| تشيبيسو مولوانتوا 7' · نيلسون غابولويلوي 44' · ديبسي سيلولواني 50' 53' | (التقرير) | موسيس رامافول 64' |

| ليسوتو | 0 – 0     | بوتسوانا |
| ------ | --------- | -------- |
|        | (التقرير) |          |

فاز منتخب بوتسوانا 4-1 في مجموع المباراتين وتأهل إلى الدور الثاني .
| غينيا الاستوائية              | 1 – 0     | توغو |
| ----------------------------- | --------- | ---- |
| سيرجيو باريلا 25' (ركلة جزاء) | (التقرير) |      |

| توغو                                     | 2 – 0     | غينيا الاستوائية |
| ---------------------------------------- | --------- | ---------------- |
| إيمانويل أديبايور 43' · مصطفى ساليفو 53' | (التقرير) |                  |

فاز منتخب توغو 2-1 في مجموع المباراتين وتأهل إلى الدور الثاني .
| ساو تومي وبرينسيب | 0 – 1     | ليبيا               |
| ----------------- | --------- | ------------------- |
|                   | (التقرير) | أحمد فرج المصلي 85' |

| ليبيا | 8 – 0     | ساو تومي وبرينسيب |
| --- | --------- | ----------------- |
| أحمد فرج المصلي 8' 17' 20' · طارق التائب 45' 63' · مرعي الرملي 54' · أحمد سعد عثمان 74' · محمد الككلي 88' | (التقرير) |                   |

فاز منتخب ليبيا 9-0 في مجموع المباراتين وتأهل إلى الدور الثاني .
| تنزانيا | 0 – 0     | كينيا |
| ------- | --------- | ----- |
|         | (التقرير) |       |

| كينيا                                       | 3 – 0     | تنزانيا |
| ------------------------------------------- | --------- | ------- |
| دينيس أوليتش 9' 32' · مايك أوكوث أوريغي 30' | (التقرير) |         |

فاز منتخب كينيا 3-0 في مجموع المباراتين وتأهل إلى الدور الثاني .
| النيجر | 0 – 1     | الجزائر           |
| ------ | --------- | ----------------- |
|        | (التقرير) | منصور بوتابوت 63' |

| الجزائر                                                             | 6 – 0     | النيجر |
| ------------------------------------------------------------------- | --------- | ------ |
| عبد الملك شراد 16' 22' · نسيم عكرور 42' 45' 82' · منصور بوتابوت 77' | (التقرير) |        |

فاز منتخب الجزائر 7-0 في مجموع المباراتين وتأهل إلى الدور الثاني .
| أوغندا                                             | 3 – 0     | موريشيوس |
| -------------------------------------------------- | --------- | -------- |
| أساني بايوب 17' · حسن موبيرو 35' · ديفيد أوبوا 75' | (التقرير) |          |

| موريشيوس                                              | 3 – 1 وقت إضافي | أوغندا           |
| ----------------------------------------------------- | --------------- | ---------------- |
| ريكاردو نابوث 18' · سيريل موريغين 32' · جيري لويس 89' | (التقرير)       | ديفيد أوبوا 112' |

فاز منتخب أوغندا 4-3 في مجموع المباراتين وتأهل إلى الدور الثاني .
| السودان                                          | 3 – 0     | إرتريا |
| ------------------------------------------------ | --------- | ------ |
| هيثم طمبل 10' · هيثم الرشيد 30' · مجاهد أحمد 77' | (التقرير) |        |

| إرتريا | 0 – 0     | السودان |
| ------ | --------- | ------- |
|        | (التقرير) |         |

فاز منتخب السودان 3-0 في مجموع المباراتين وتأهل إلى الدور الثاني .
| زيمبابوي                                              | 3 – 0     | موريتانيا |
| ----------------------------------------------------- | --------- | --------- |
| أدام ندلوفو 23' · كايتانو تيمبو 47' · بيتر ندلوفو 57' | (التقرير) |           |

| موريتانيا                          | 2 – 1     | زيمبابوي         |
| ---------------------------------- | --------- | ---------------- |
| يوهان لانغليت 3' · أحمد سيديبي 10' | (التقرير) | جورج مبواندو 81' |

فاز منتخب زيمبابوي 4-2 في مجموع المباراتين وتأهل إلى الدور الثاني .
| إسواتيني        | 1 – 1     | الرأس الأخضر      |
| --------------- | --------- | ----------------- |
| سيز دلاميني 64' | (التقرير) | كارلوس مورايس 55' |

| الرأس الأخضر                     | 3 – 0     | إسواتيني |
| -------------------------------- | --------- | -------- |
| كافو 51' 65' · كارلوس مورايس 90' | (التقرير) |          |

فاز منتخب الرأس الأخضر 4-1 في مجموع المباراتين وتأهل إلى الدور الثاني .
| بوروندي | 0 – 0     | الغابون |
| ------- | --------- | ------- |
|         | (التقرير) |         |

| الغابون                                                        | 4 – 1     | بوروندي              |
| -------------------------------------------------------------- | --------- | -------------------- |
| شيفا نزيغو 2' · رجبو موينيي 16' (ه.ذ.) · ستيفان نغويما 38' 80' | (التقرير) | غابرييل نزييمانا 90' |

فاز منتخب الغابون 4-1 في مجموع المباراتين وتأهل إلى الدور الثاني .
| تشاد                    | 3 – 1     | أنغولا          |
| ----------------------- | --------- | --------------- |
| فرانسيس عمر 53' 74' 83' | (التقرير) | برونو ماورو 49' |

| أنغولا                     | 2 – 0     | تشاد |
| -------------------------- | --------- | ---- |
| أكوا 42' · برونو ماورو 57' | (التقرير) |      |

تعادل منتخب أنغولا 3-3 في مجموع المباراتين وتأهل بفضل قاعدة الهدف الاعتباري إلى الدور الثاني .
| الكونغو                       | 1 – 0     | سيراليون |
| ----------------------------- | --------- | -------- |
| مبيامسي مفوبي 89' (ركلة جزاء) | (التقرير) |          |

| سيراليون           | 1 – 1     | الكونغو                   |
| ------------------ | --------- | ------------------------- |
| إبراهيم كوروما 58' | (التقرير) | رولف كريستيل غويي مين 67' |

فاز منتخب الكونغو 2-1 في مجموع المباراتين وتأهل إلى الدور الثاني .
| إثيوبيا                     | 1 – 3     | [[ملف:{{{flag alias-1964}}}\|23x15px\|border \|alt=\|link=]] مالاوي |
| --------------------------- | --------- | ------------------------------------------------------------------- |
| تيشومي غيتو 81' (ركلة جزاء) | (التقرير) | إساو كانييندا 39' 55' · بيتر مغانغيرا 88'                           |

| مالاوي [[ملف:{{{flag alias-1964}}}\|23x15px\|border \|alt=\|link=]] | 0 – 0     | إثيوبيا |
| ------------------------------------------------------------------- | --------- | ------- |
|                                                                     | (التقرير) |         |

فاز منتخب مالاوي 3-1 في مجموع المباراتين وتأهل إلى الدور الثاني .
| رواندا                                                        | 3 – 0     | ناميبيا |
| ------------------------------------------------------------- | --------- | ------- |
| جواو رافاييل إلياس 43' · أوليفر كاريكيزي 52' · جون لومامي 58' | (التقرير) |         |

| ناميبيا            | 1 – 1     | رواندا         |
| ------------------ | --------- | -------------- |
| باولوس شيبانغا 39' | (التقرير) | جون لومامي 37' |

فاز منتخب رواندا 4-1 في مجموع المباراتين وتأهل إلى الدور الثاني .
| غينيا               | 1 – 0     | موزمبيق |
| ------------------- | --------- | ------- |
| سامبيغو بانغورا 70' | (التقرير) |         |

| موزمبيق                   | 3 – 4     | غينيا                                         |
| ------------------------- | --------- | --------------------------------------------- |
| داريو مونتيرو 75' 80' 89' | (التقرير) | سليمان يولا 14' · سامبيغو بانغورا 21' 35' 54' |

فاز منتخب غينيا 5-3 في مجموع المباراتين وتأهل إلى الدور الثاني .
| غامبيا                                | 2 – 0     | ليبيريا |
| ------------------------------------- | --------- | ------- |
| عبد الرحمن نجي 64' · إدريسا سونكو 79' | (التقرير) |         |

| ليبيريا                               | 3 – 0     | غامبيا |
| ------------------------------------- | --------- | ------ |
| زيزي روبرتس 10' · إسحاق توندو 76' 83' | (التقرير) |        |

فاز منتخب ليبيريا 3-2 في مجموع المباراتين وتأهل إلى الدور الثاني .
| الصومال | 0 – 5     | غانا                                                              |
| ------- | --------- | ----------------------------------------------------------------- |
|         | (التقرير) | نانا أرهين دواه 25' 56' · إسحاق بواكيه 69' 89' · أسامواه غيان 82' |

| غانا                              | 2 – 0     | الصومال |
| --------------------------------- | --------- | ------- |
| ستيفن أبياه 27' · لورينس أدجي 90' | (التقرير) |         |

فاز منتخب غانا 7-0 في مجموع المباراتين وتأهل إلى الدور الثاني .
| بوركينا فاسو | انسحاب | جمهورية إفريقيا الوسطى |
| ------------ | ------ | ---------------------- |
|              |        |                        |

انسحب منتخب جمهورية أفريقيا الوسطى وتأهل منتخب بوركينا فاسو إلى الدور الثاني .